# Hôtel Matignon
Hôtel Matignon är ett palats i Paris, som sedan 1935 är den franske premiärministerns officiella residens. Det är beläget vid Rue de Varennes i Paris sjunde arrondissement på södra sidan av Seine.
Palatset uppfördes 1722–1724 efter ritningar av Jean Courtonne för Christian Louis de Montmorency-Luxembourg, som dock tvingades sälja det innan det stod färdigt. Dess första innehavare blev istället Monacos furste, Jacques de Matignon och det har därför fått sitt namn efter honom. Monacos furstar bodde sedan i palatset snarare än i Monaco fram till 1793. Det såldes av Monacos furstehus 1802 och köptes då av Eleanor Sullivan. 
Mellan 1808 och 1811 ägdes det av Charles Maurice de Talleyrand, som höll stora och påkostade mottagningar i palatset. Det övertogs av Napoleon 1811 och blev sedan kunglig egendom 1815–1848. Mellan 1848 och 1919 ägdes byggnaden av den italienska hertigfamiljen de Galliera och var under den tiden ett av Parissocietetens centrum. Mellan 1871 och 1886 bodde Ludvig Filip, greve av Paris här, under en tid när det diskuterades att göra honom till fransk kung. Palatset konfiskerades av franska staten år 1919 och blev statlig egendom. 
Till byggnaden hör en tre hektar stor park, vilken är den största privata parken i Paris.